# Cortone
Ne doit pas être confondu avec Crotone.
Cortone (en italien Cortona) est une commune italienne d'environ 22 000 habitants située dans la province d'Arezzo, dans la région  Toscane, en Italie centrale. Elle constitue le principal centre culturel et touristique du Val di Chiana arétin. Sa surface est la quatrième de Toscane (la deuxième si l'on ne compte pas les chefs-lieux de province) et la trentième d'Italie. 
Ancienne lucumonie appartenant à la dodécapole étrusque, elle est située au sud de la province d'Arezzo et au sud-est de la Toscane, à la limite de l'Ombrie.

## Géographie
Cortone est située sur une colline à une altitude de 500 m environ, aux confins entre la Toscane et l'Ombrie.
Elle est située au nord-est de la ville de Camucia.

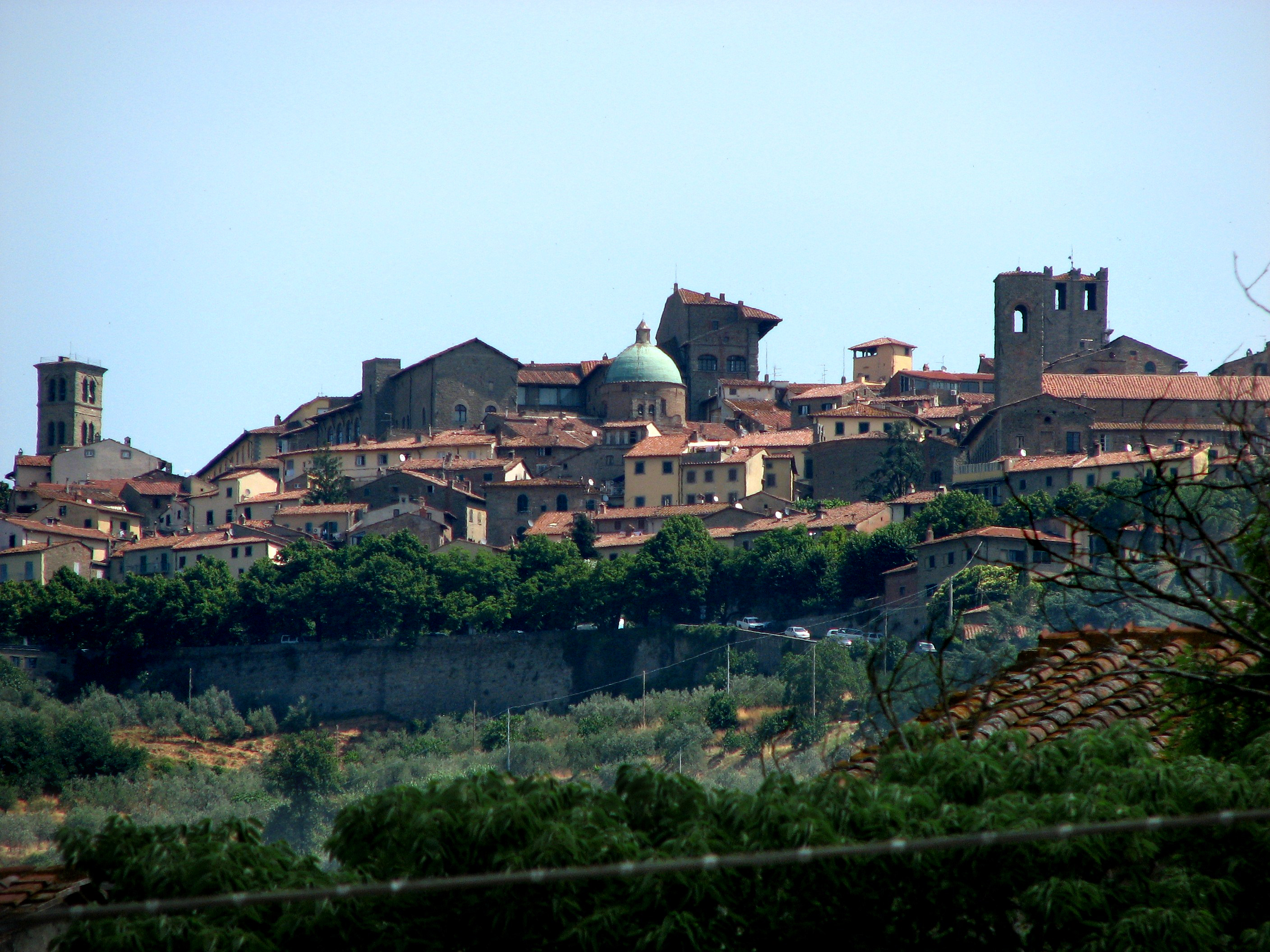
Panorama.
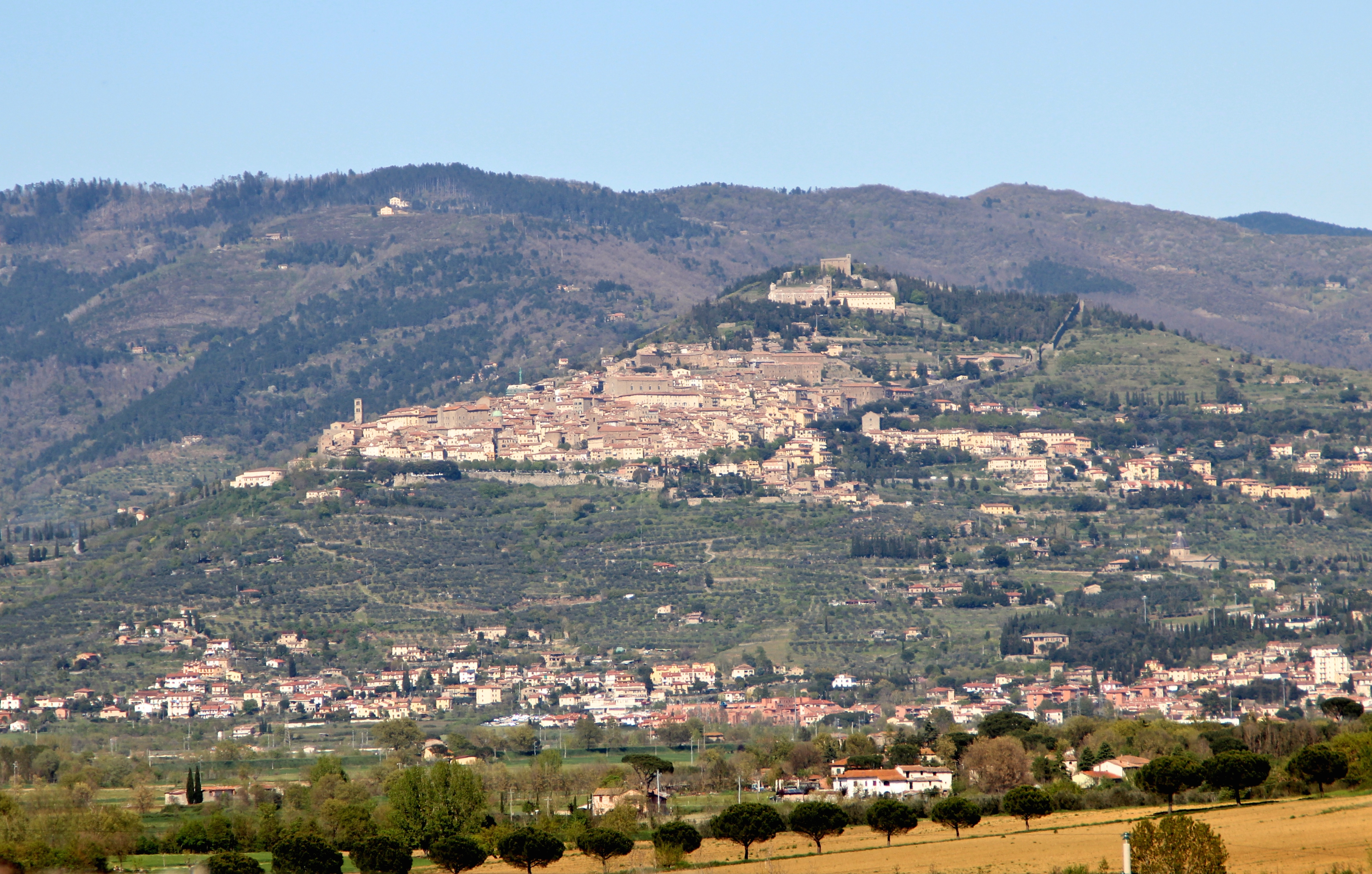
Vue de la ville sur sa colline.

## Histoire

### Origine du nom
Le nom Cortone (Curtun en étrusque) présente une ressemblance indéniable avec une famille de mots indo-européenne, qui ont tous le sens de « lieu clos » et, par extension, « ville entourée de murs », dont garten (« jardin », en allemand), yard (« cour », en anglais), to gird (« entourer, ceindre », en anglais), orto (provenant de gorto, « le potager »  en latin et en italien), Gordion (ville d'Anatolie) et город (grad, « ville », en russe).

### Origines mythiques
La date de la fondation de la ville se perd dans les nombreuses légendes qui nous sont parvenues depuis l'ère classique. La plupart de ces légendes ont été manipulées à la Renaissance (sous la domination de Cosme Ier) :
- d'une part par la classe dirigeante de Florence qui voulait montrer que la Toscane et ses villes étaient les héritières directes de l'antique Étrurie et ainsi obtenir du pape Pie V pour cette région le titre de grand-duché et pour Cosme Ier le titre de grand-duc (obtenu en 1569) ;
- d'autre part par la classe dirigeante de Cortone qui mettait en avant l'histoire de la ville en la présentant comme la plus noble de Toscane, ce dans le but de revendiquer plus d'autonomie face au joug des seigneurs de Florence.

Giacomo Lauro (se référant aux écrits de Annius de Viterbe) raconte que, 108 ans après le Déluge, Noé qui naviguait sur le Tibre emprunta le Paglia et entra dans la vallée de la Chiana ; comme ce lieu lui plaisait plus qu'aucun autre en Italie, il s'y installa pendant 30 ans. Sa descendance, et particulièrement un fils du nom de Crano qui, arrivé au sommet d'une colline et y appréciant sa hauteur et sa tranquillité, décida en l'an 273 après le Déluge d'y fonder la ville de Cortone qui, selon les affirmations d'Étienne de Byzance (grand historiographe grec de la première moitié du VIe siècle), était la troisième ville en Italie à avoir été construite après le Déluge et la capitale des Turreni. Noé décida, au vu des compétences de Crano, de le nommer Corito, c'est-à-dire roi et successeur, ce nom étant dérivé de Curim qui deviendra en latin Quirim pui Quirino, surnom donné à Romulus. Une fois accepté le titre de Roi, Crano fit construire au sommet de la colline un palais en forme de tour dont il reste encore aujourd'hui des ruines à Torremozza. La zone sur laquelle régna Crano fut par la suite appelée Turrenia en raison des hautes tours dont étaient dotées les villes. Ce fut aussi la première  appellation de la Toscane et Turreni était le nom donné à son peuple, également appelé Imbri ou Umbri.
De la descendance de Crano naquit Dardanos qui, à la suite d'une dispute, s'était vu contraint de fuir à Samothrace, puis en Phrygie pour arriver en Lydie, où il fonda la ville de Troie. Depuis Troie, des descendants (devenus grecs) de Dardanos revinrent en Turrenia et furent appelés Étrusques. Parmi ces Grecs venus en Turrenia et à Cortone se trouvaient également Ulysse et Pythagore. En effet, la tradition, rapportée par Aristote (IVe siècle av. J.-C.) et par Théopompe, fait émigrer Ulysse en Italie après son retour à Ithaque et le massacre des prétendants, et plus précisément en Étrurie dans la ville que Théopompe appelle en grec Curtonaia. Ulysse, qui était très respecté en Étrurie, y est appelé Nanos, ce qui signifierait « errant », et sa tombe se situerait dans le « mont Perge », non loin de l'actuelle hameau de Pergo.
Des origines légendaires cortonaise de Troie et troyenne de Rome, les Cortonais ont fait un dicton, extrait des vers 163-171 du IIIe livre de l'Enéide : « Cortone : mère de Troie et grand-mère de Rome ».

### Périodes étrusque et romaine

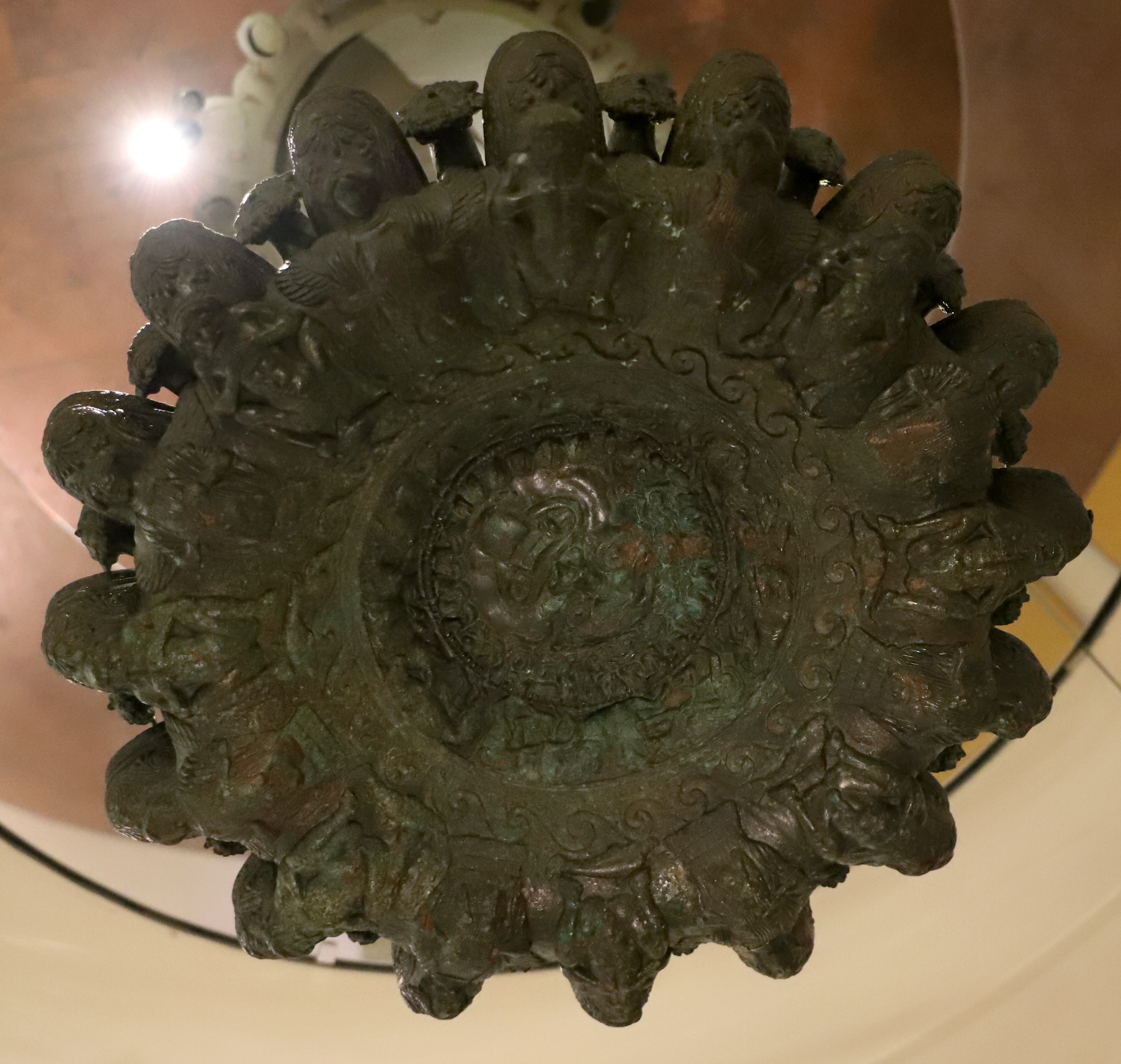
Le lustre de Cortone, un objet étrusque découvert dans la ville en 1840.

Entre le VIIIe et le VIIe siècle av. J.-C., Cortone devient une importante lucumonie étrusque, très probablement en raison de sa position stratégique, qui lui permet un large contrôle des territoires correspondants. Ce sont les Étrusques qui construisent les murs imposants qui entourent la ville sur environ 3 km, au IVe siècle av. J.-C., de même que les tombes nobles "en melon" éparpillées autour de la ville et l'autel funéraire monumental orné de sphynxs, qui constitue un exemplaire unique en Italie. On y a aussi retrouvé la Tabula Cortonensis, une plaque de bronze portant l'une des plus longues inscriptions connues en langue étrusque.  
En 310 avant J.-C., Rome soumet de nombreuses cités étrusques et Cortone pense judicieux de sceller une alliance avec l'Urbs pour ne pas connaître le même sort. Mais l'alliance ne sera pas respectée, ce qui mènera à un violent conflit entre les deux cités près du lac Trasimène. En 450 après J.-C., les Goths occupent Cortone, lui faisant perdre encore un peu plus de son lustre.  
Cortone est présentée par Tite-Live comme l'une des trois plus importantes cités étrusques en -310 avec Arezzo et Pérouse.

### Moyen Âge
Les informations relatives à Cortone pendant le haut Moyen Âge ne montrent pas clairement le rôle joué par la ville dans la diffusion du christianisme. Il n'est notamment pas possible d'établir si Cortone était ou non siège d'un évêché. Par la suite, on sait qu'elle sera soumise à la curie d'Arezzo.
À partir du XIIIe siècle, la ville est une commune libre, gouvernée par un podestat, qui s'allie avec Pérouse pour se défendre contre les Arétins dans la lutte entre les guelfes et les gibelins. Ce conflit marque l'histoire de Cortone pendant toute la fin du Moyen Âge. En 1232, alliés aux Florentins, les Cortonais occupent leur rivale. Mais en 1258, Cortone est occupée et mise à sac par l'armée arétine, aidée par les guelfes cortonais eux-mêmes. Trois ans plus tard, les gibelins de Cortone reprennent la ville grâce à une alliance avec Sienne. 
Au XIVe siècle, le pape Jean XXII érige Cortone en diocèse en raison de l'impossibilité pour ses habitants d'une coexistence pacifique avec l'évêché d'Arezzo.
Jusqu'au début du XVe siècle, la ville est gouvernée par les Casali, auxquels on doit le palais du même nom.

### DuXVeauXIXesiècle
Au XVe siècle, Cortone entre dans la république de Florence et en devient l'une des villes les plus importantes sur le plan militaire, constituant un point crucial de la défense de l'Etat florentin. Mais en 1509, après un siècle de paix, elle se retrouve au centre du conflit qui oppose l'armée espagnole et la République, subissant l'assaut du prince Philibert d'Orange. Cosme Ier de Médicis décidera de construire la forteresse de Girifalco en 1549 et Cortone devient également siège d'un capitanat.
Au siècle suivant, la Renaissance florentine fleurit dans les œuvres des artistes Luca Signorelli et Pietro da Cortona, ainsi que dans les monuments de l'architecte siennois Francesco di Giorgio Martini.
En 1727, c'est la naissance, grâce aux frères Venuti (Marcello, Filippo et Ridolfino), de l'Accademia Etrusca, centre de recherche ante litteram sur la civilisation étrusque, qui attire l'attention des intellectuels de la moitié de l'Europe par son innovation, tels Voltaire, Muratori, Pallottino et le grand archéologie Winckelmann. L'Académie de Cortone sera ensuite chargée de l'édition italienne d’œuvres fondamentales comme le Dictionnaire Encyclopédique de Diderot.
En 1737, à la mort de Jean-Gaston, le dernier des Médicis, les Habsbourg-Lorraine montent sur le trône de Toscane. Comme partout dans leurs Etats, les nouveaux maîtres se lancent dans de grandes œuvres de bonification de la campagne cortonaise, améliorant du même coup les infrastructures. 
Par la suite, Cortone renouera avec la violence lors de l'invasion napoléonienne de 1799. Retombée aux mains du grand-duché, la ville se rebellera toutefois également à cette autorité en participant activement aux insurrections du Risorgimento, qui culmineront en 1860 avec le plébiscite par lequel les Cortonais sanctionneront définitivement leur appartenance à l'Italie unie.

### Du début duXXesiècleà la Seconde Guerre mondiale
Au XXe siècle, la ville connaît une ère de développement régulier et organisé, avec la mécanisation des campagnes et, en parallèle, grâce à un meilleur statut social et financier, jouit de la mise en valeur des produits de la terre ainsi que de la qualité de la viande bovine locale, la célèbre chianina.
Cortone paie toutefois un lourd tribut aux deux conflits mondiaux, avec de nombreux morts. 
Le 27 juin 1944, à Falzano, frazione de la ville, en rétorsion contre l'assassinat, la veille, de deux de leurs camarades par des résistants, un groupe de soldats allemands lance une opération de représailles féroces : 10 civils sont exécutés, dont certains à l'explosif, après avoir été enfermés dans les ruines d'une maison incendiée la veille. Le lieutenant de la Wehrmacht Josef Scheungraber a été reconnu coupable du massacre et condamné à la prison à perpétuité par le tribunal de Munich dans une sentence émise le 10 août 2009, 65 ans après les faits. Le jugement allemand suit la condamnation prononcée par le tribunal militaire de La Spezia en 2006.
Ainsi, Cortone, miraculeusement épargnée par les bombardements, peut réaliser le vœu de son évêque, qui charge le peintre Gino Severini de créer les stations du Chemin de croix en synergie avec le mosaïste Romualdo Mattia. Les œuvres, d'expression cubiste et futuriste selon les canons de la première moitié du siècle, sont visibles en suivant la rue qui part de la porte Berarda pour atteindre le sanctuaire de la sainte patronne de la ville, Sainte Marguerite.

## Culture
- La Tabula Cortonensis, découverte en 1992, comprenant 32 lignes de texte en langue étrusque.
- L'Annonciation de Cortone, œuvre de Fra Angelico, conservée au Museo Diocesano
- Pietà (1620-1625), de Pierre de Cortone, dans l'église di Santa Chiara
- Le parc archéologique

### Musées
- Le Musée de l'Académie étrusque de Cortone
- Le Musée diocésain (Cortone)

### Sites archéologiques
- Le Tumulus de Camucia
- Le Tumulus Sodo I
- le Tumulus Sodo II
- Tanella di Pitagora
- Tanella Angori
- Tomba di Mezzavia
- La Villa romaine d'Ossaia

### Transports
La ville de Cortone est desservie par la gare ferroviaire de Camucia-Cortone, situé dans la ville de Camucia en contrebas, dans la plaine. Il faut environ une demi-heure de marche pour aller de la porte Sud de la ville à la gare.
Des bus régionaux desservent également cette ville.

## Monuments et patrimoine
- Édifices religieux :
  - Le Dôme Cattedrale Santa Maria Assunta.
  - Église San Francesco
  - Église San Niccolò.
- Chiesa San Domenico
- Chiesa San Cristoforo.
- Chiesa Santa Maria Nuova
- Chiesa Santa Caterina
- Chiesa dei Santi Biagio e Cristoforo all' Ossaia
- Chiesa San Filippo Neri
- Chiesa della SS. Trinità
- Basilica di Santa Margherita
- Monastero delle Clarisse
- Chiesa dell'Istituto di Santa Caterina
- La Rocca di Pierle dans la frazione de Pierle.
- Le Palazzo Casali siège du MAEC (Musée de l'Académie étrusque de Cortone)
- La pieve San Michele Arcangelo a Metelliano
- L'enceinte cyclopéenne étrusque : longue de quelque 2 km, elle date probablement du Ve siècle av. J.-C. Suivant les contours de la colline, elle englobe le palais des Médicis, le « Girifalco ».

### Sites

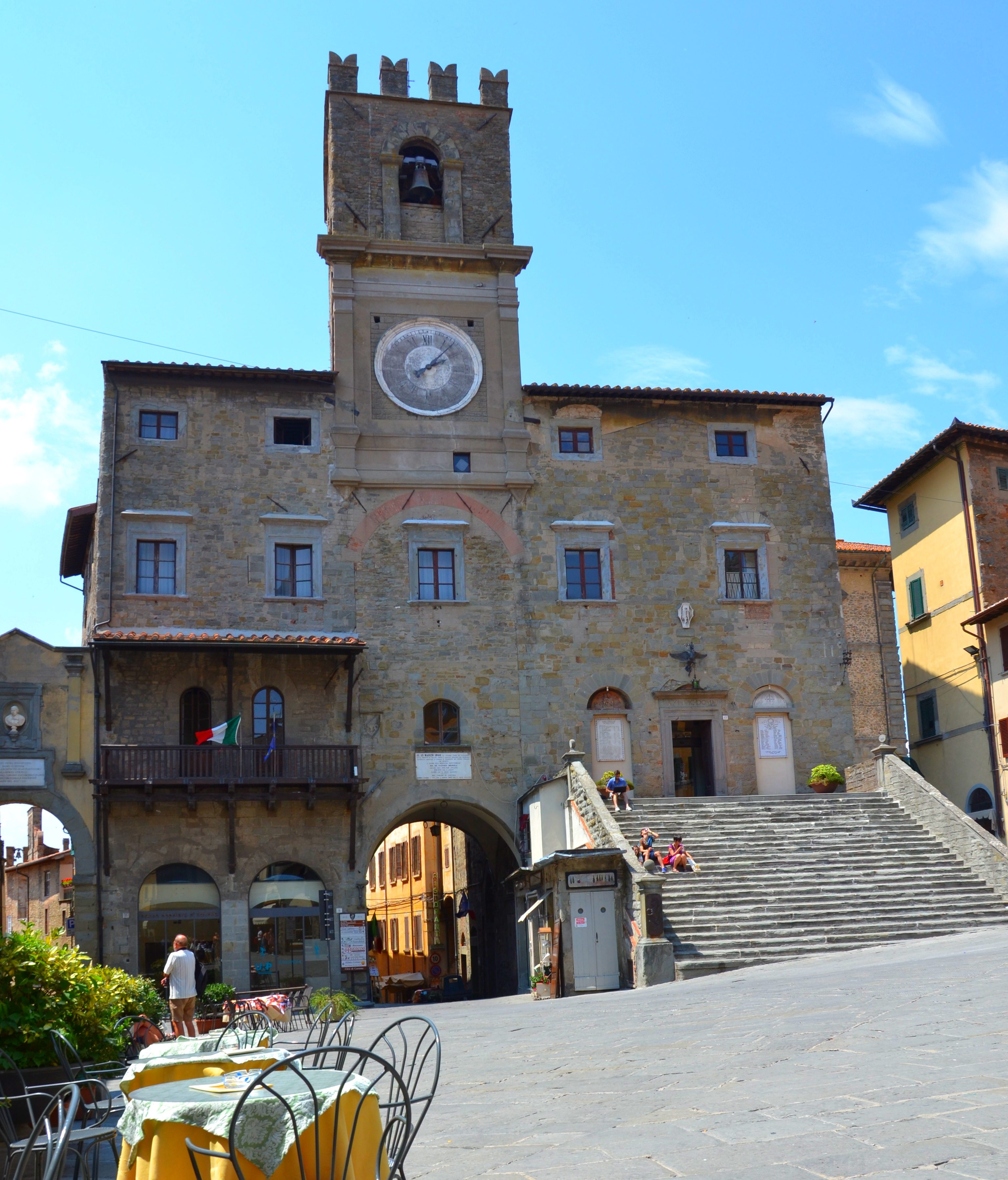
Palazzo Comunale
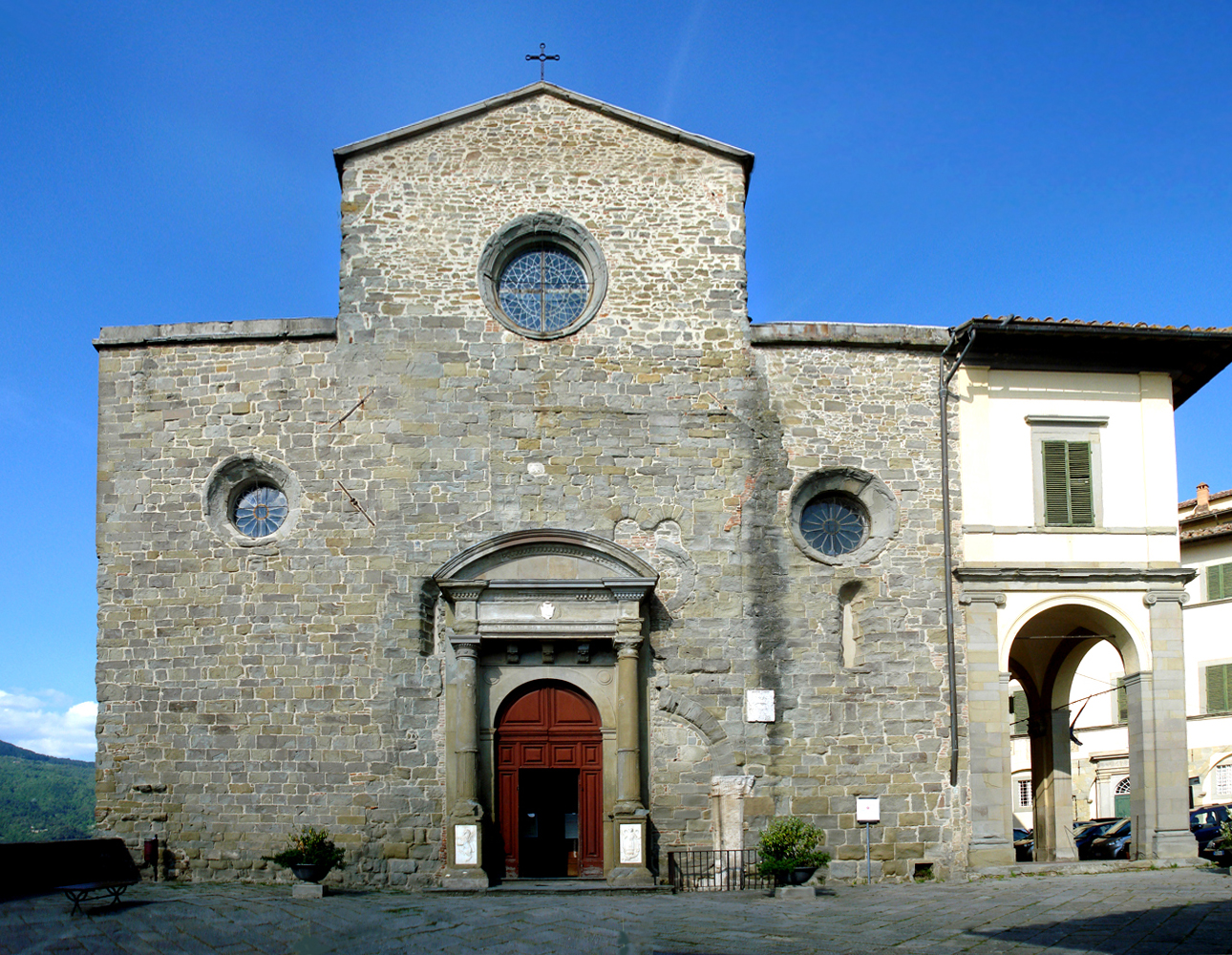
Cathédrale, et sa façade inachevée
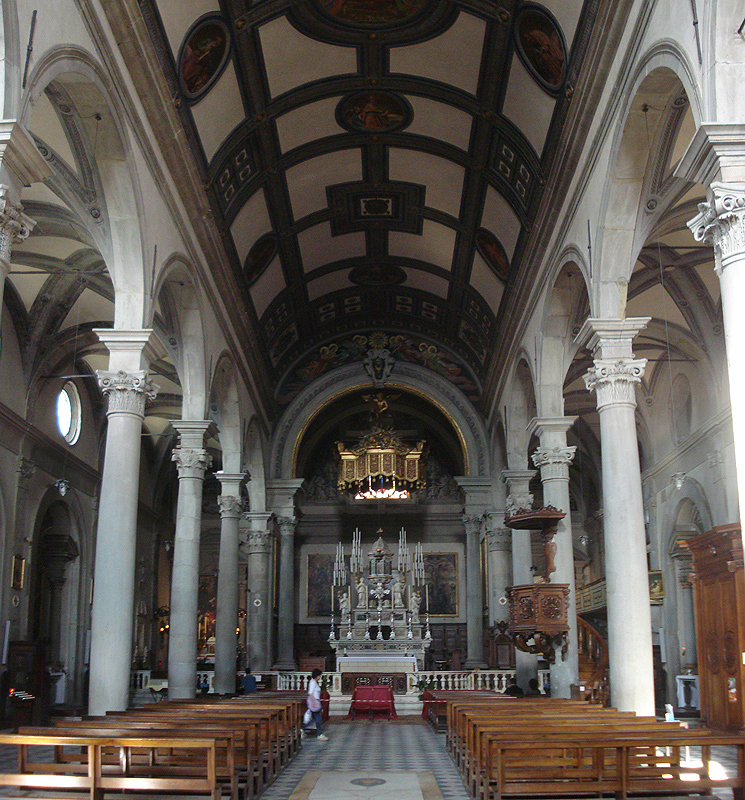
Intérieur de la cathédrale
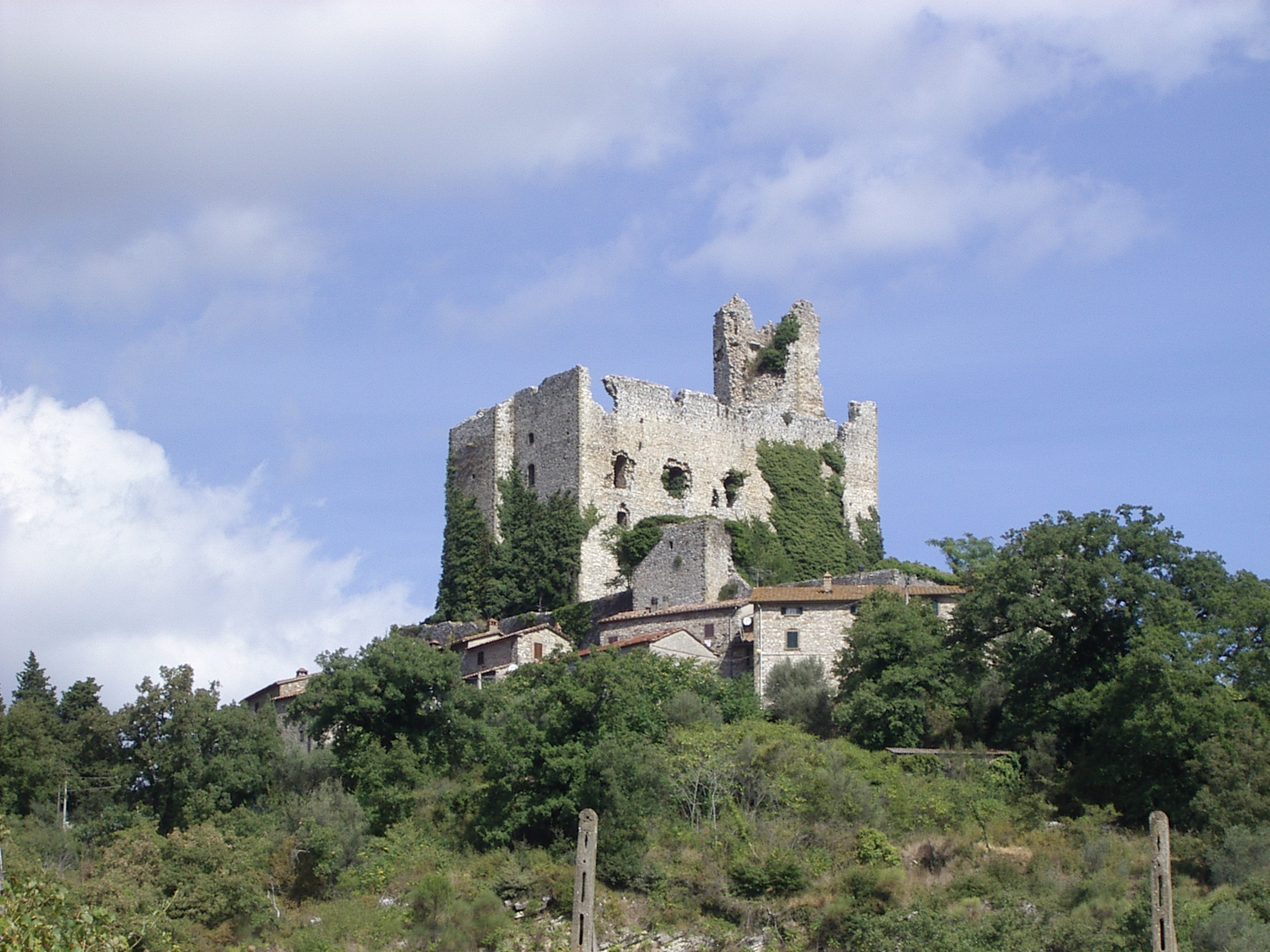
Forteresse Rocca di Pierle
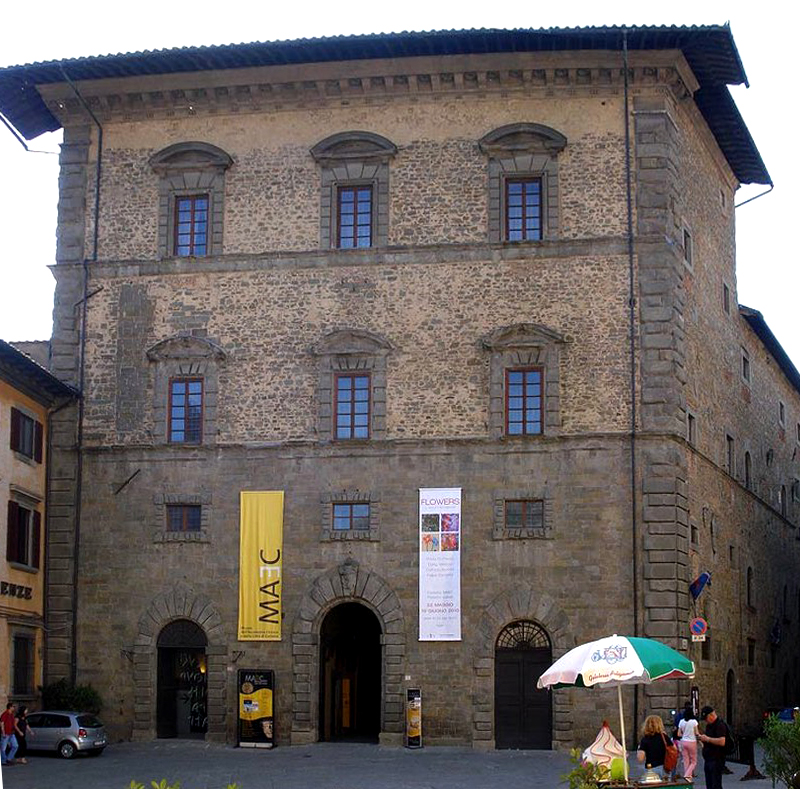
Palazzo Casali, siège du Musée de l'Académie Etrusque de Cortone (MAEC)
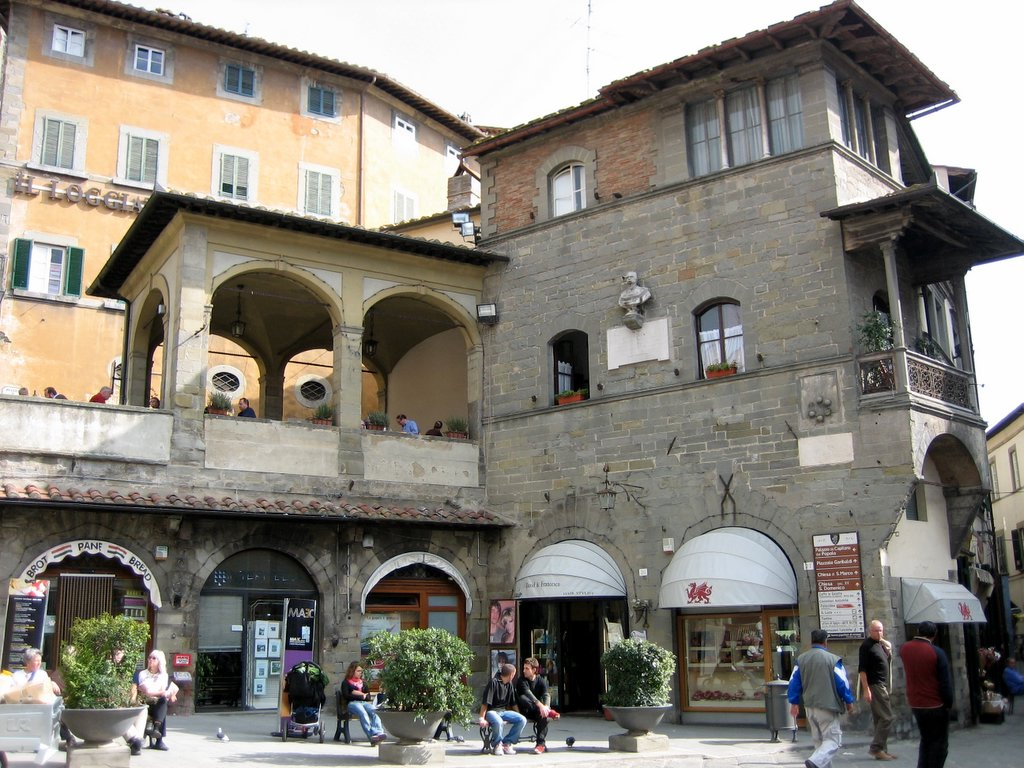
Place
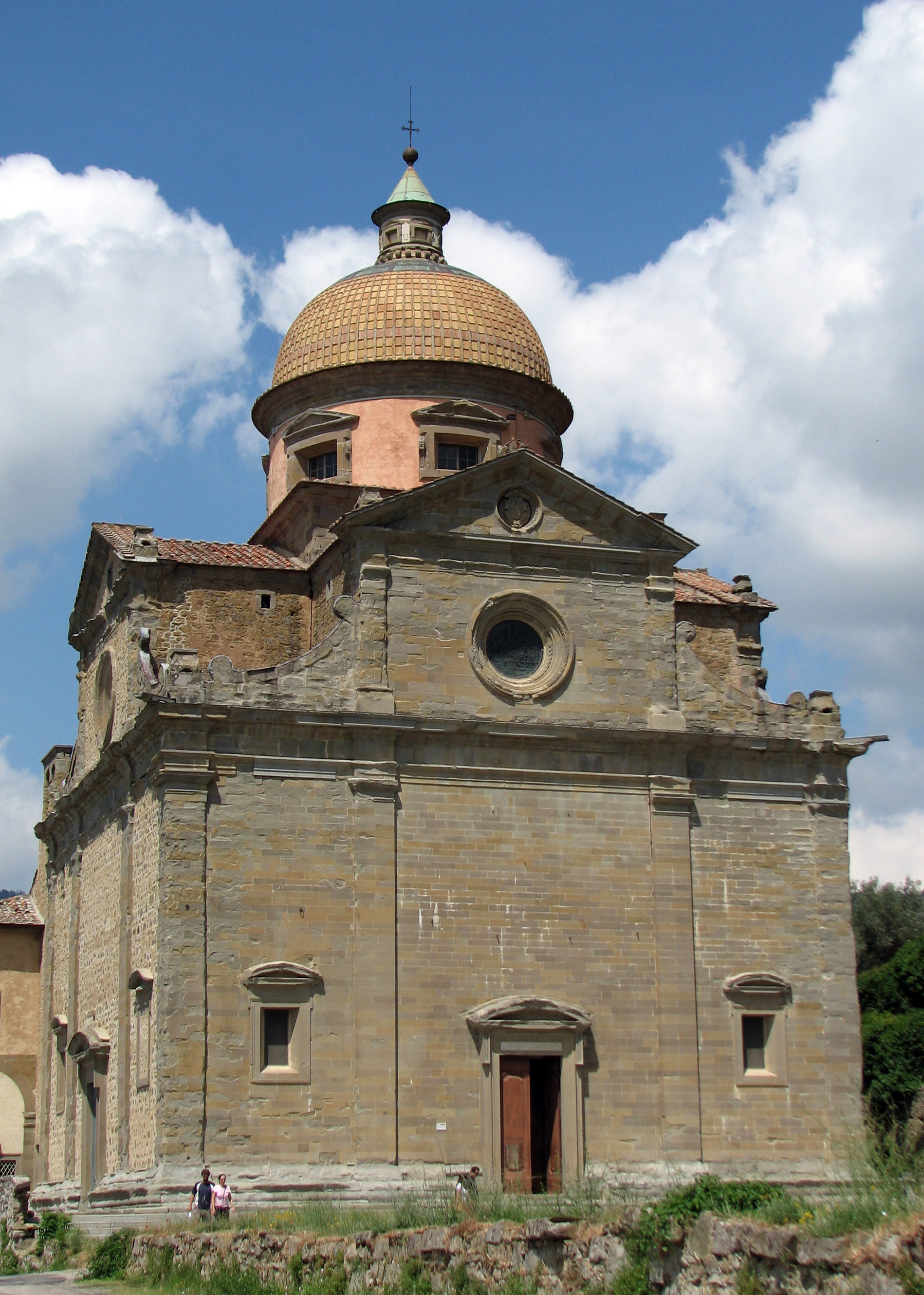
Santa Maria Nuova
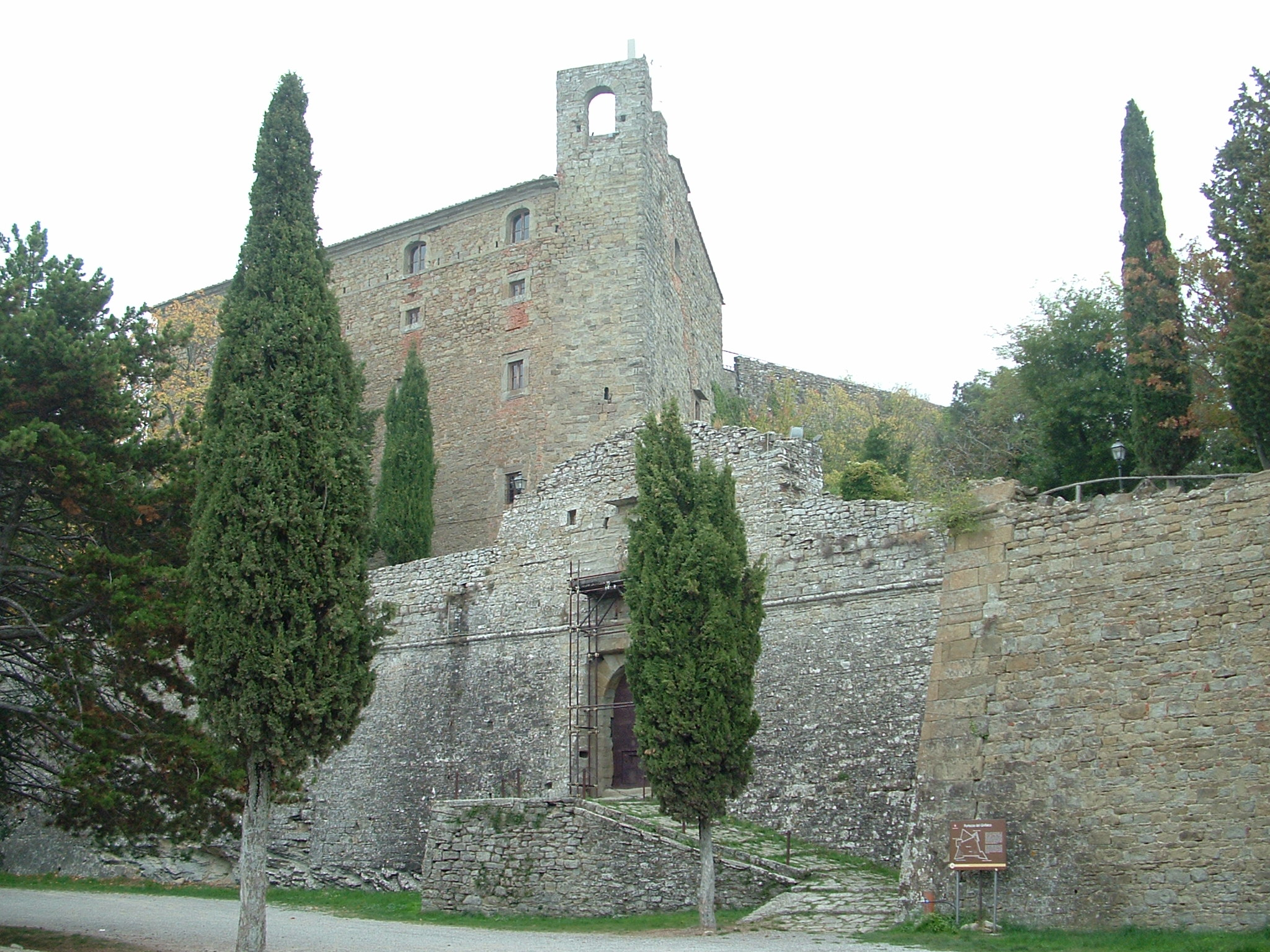
Forteresse de Girifalco

## Administration
| Période   | Période  | Identité      | Étiquette                        | Qualité |
| --------- | -------- | ------------- | -------------------------------- | ------- |
| juin 2019 | En cours | Luciano Meoni | liste civique Futuro per Cortona |         |

### Hameaux
Camucia, Terontola, Mercatale, Montecchio del loto

### Communes limitrophes
Arezzo, Castiglion Fiorentino, Castiglione del Lago, Città di Castello, Foiano della Chiana, Lisciano Niccone, Montepulciano, Sinalunga, Torrita di Siena, Tuoro sul Trasimeno, Umbertide

## Personnalités nées dans la ville
- Luca Signorelli
- Sassetta
- Gino Severini
- Silvio Passerini (1469-1529), né à Cortone, cardinal en 1517
- Boccador, architecte (du premier Hôtel de ville de Paris), mort en 1549 ;
- Bernardino Radi (1581-1643), sculpteur et architecte
- Giovanni Battista Boni (? – † 1641), facteur de clavecins et d'orgues
- Pietro da Cortona (1596-1669), peintre et architecte du baroque
- Domenico Cecchi dit « Cortona » (v. 1650/55-1717), chanteur castrat d’opéra italien.
- Francesco Laparelli
- Luc Thommasi, maire de Cortone et député de l'Arno au Corps législatif de l'Empire français (1809-1814).

## Personnalités liées à la ville
- Marguerite de Cortone
- Frances Mayes
- Fra Angelico
- Pierre Capucci (1390-1445), prêtre dominicain béatifié en 1816[3].
- Lorenzo Jovanotti Cherubini
- Francesco Attesti

## Jumelages
La ville de Cortone est jumelée avec : 
- Château-Chinon (Ville) (France) ;
- La Vallette (Malte) ;
- Carmel (États-Unis).